# Eriope
Eriope és un gènere d'angiospermes que pertany a la família de les lamiàcies. Aquest gènere està format per 49 espècies.

## Taxonomia
| - Eriope alpestris - Eriope anamariae - Eriope angustifolia - Eriope arenaria - Eriope blanchetii - Eriope blanchettii - Eriope chamaedrifolia - Eriope complicata - Eriope confusa - Eriope crassifolia - Eriope crassipes - Eriope cristalinae | - Eriope elegans - Eriope exaltata - Eriope filifolia - Eriope foetida - Eriope glandulosa - Eriope grandiflora - Eriope horridula - Eriope hypenioides - Eriope hypoleuca - Eriope latifolia - Eriope luetzelburgii - Eriope machrisae | - Eriope macrostachya - Eriope micrantha - Eriope montana - Eriope monticola - Eriope nudicaulis - Eriope nudiflora - Eriope obovata - Eriope obtusata - Eriope pallens - Eriope parviflora - Eriope parvifolia - Eriope platanthera | - Eriope polyphylla - Eriope salviifolia - Eriope silvatica - Eriope simplex - Eriope sincorana - Eriope stricta - Eriope teucrioides - Eriope tomentosa - Eriope trichopes - Eriope trichopoda - Eriope tumidicaulis - Eriope velutina - Eriope xavantium |